# أنطونيو سالازار (لاعب كرة قدم)
أنطونيو سالازار (بالإسبانية: Antonio Salazar)‏ (7 فبراير 1989 في المكسيك - 8 مايو 2022) هو لاعب كرة قدم مكسيكي في مركز الهجوم. لعب مع نادي تشياباس ونادي غوادالاخارا وزاكاتيبيك وسيمارونس دي سونورا ‏ وسانتوس دي جوابيلز ‏ واستوديانتس دي التاميرا ‏.

## وصلات خارجية
- أنطونيو سالازار على موقع قاعدة بيانات كرة القدم.إي يو (الإنجليزية)
- أنطونيو سالازار على موقع Soccerway.com (الإنجليزية)